# Lorena Molinos
Lorena Fontes Molinos (Rio de Janeiro, 2 de março de 1991) é uma nadadora brasileira da modalidade sincronizada.

## Carreira
Lorena pratica nado sincronizado no Flamengo desde 2000. Em 2005 entrou na carreira internacional, integrando a Seleção Júnior e, desde 2007, integra a Seleção Brasileira Adulta de Nado Sincronizado.

### Rio 2016
Lorena competiu nos Jogos Olímpicos de 2016, e sua equipe ficou em 6º lugar, com 171.9985 pontos.

## Prêmios
- Medalhista de Bronze no Pan Americano 2011.[2]
- Campeã Sul-americana no solo 2009.
- Campeã Sul-americana no dueto 2007 e 2009.
- Campeã Sul-americana por equipe 2005, 2007, 2008, 2009, 2010, 2012, 2014 e 2016.
- Campeã Brasileira por vários anos consecutivos pelo Clube de Regatas do Flamengo.
- Finalista no dueto no Mundial da Rússia 2008 e Barcelona 2013.
- Finalista por equipe no Mundial da Rússia 2008, Roma 2009, China 2011, Barcelona 2013, Kazan 2015.